# Aeroportul Regional Dickinson Theodore Roosevelt
Aeroportul Regional Dickinson Theodore Roosevelt (IATA: DIK, ICAO: KDIK, FAA LID: DIK) este un aeroport din Dakota de Nord, Statele Unite ale Americii ce deservește zona Dickinson. Aeroportul a fost tranzitat în 2020 de 22.814 pasageri. A fost numit după Franklin Delano Roosevelt.
Situat la o altitudine de 790 m, aeroportul dispune de 3 piste.

## Infrastructură

### Piste
Aeroportul dispune de 3 piste: 
- pista 07/25 din asfalt, cu dimensiunile 4.700 picioare × 75 picioare
- pista 14/32 din asfalt, cu dimensiunile 6.399 picioare × 100 picioare
- pista 15/33 din beton, cu dimensiunile 7.301 picioare × 100 picioare